# Frederic August al III-lea al Saxoniei
Acest articol este despre regele Frederic Augustus al III-lea al Saxoniei. Pentru Electorul Frederic Augustus al III-lea, vezi Frederic Augustus I al Saxoniei.
Frederic August al III-lea (în germană Friedrich August III.) (n. 25 mai 1865, Dresda – d. 18 februarie 1932) a fost ultimul rege al Saxoniei (1904–1918) și membru al Casei de Wettin.
Născut la Dresda, Frederic August a fost fiu al regelui George al Saxoniei (1832–1904) și al soției acestuia, Maria Anna, infantă a Portugaliei (1843–1884).
A fost fratele mai mare al Prințesei Maria Josepha a Saxoniei. Printre verișorii primari materni s-au inclus printre alții: Carlos I al Portugaliei, Infantele Afonso, Duce de Porto, Prințul Wilhelm de Hohenzollern-Sigmaringen și Ferdinand I al României.
Frederic August a servit în armata regală saxonă înainte de a deveni rege și mai târziu a fost înaintat la grad de Generalfeldmarschall. Ca rege a abdicat la 13 noiembrie 1918 după înfrângerea Imperiului German în Primul Război Mondial. A murit la Sibyllenort (în prezent în Silezia Inferioară) și a fost înmormântat la Dresda.

## Cariera militară

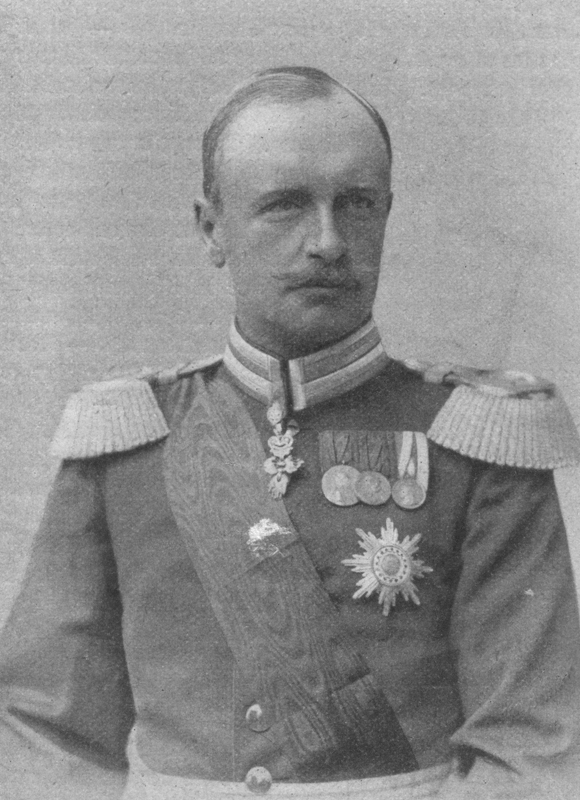
Frederic August în 1902

Frederic August a intrat în armata regală saxonă în 1877 ca locotenent secund, în ciuda celor numai 12 ani pe care îi avea. Având în vedere statutul său regal, el a avansat rapid în grad. Inițial a servit în regimentul 100 de grenadieri. A fost promovat prin locotenent în 1883, căpitan în 1887, maior în 1889 și locotenent-colonel în 1891.
La 20 septembrie 1894, la 29 de ani, prințul a fost promovat la rangul de general maior și a primit comanda brigăzii 1 infanterie. La 22 mai 1898 a fost promovat Generalleutnant și a primit comanda diviziei 1 infanterie. A comandat divizia până la 26 august 1902 când a preluat comanda corpului XII. A fost promovat la rang de general de infanterie o lună mai târziu, la 24 septembrie.  A rămas la comanda corpului până în octombrie 1904 când a devenit rege.

## Familie
Frederic Augustus s-a căsătorit cu Arhiducesa Luise de Austria, Prințesă de Toscana la Viena la 21 noiembrie 1891. Cei doi au divorțat în 1903 printr-un decret regal al regelui după ce ea a fugit în timp ce era însărcinată cu ultimul ei copil. Luise a părăsit Dresda după ce socrul ei a amenințat-o că o va închide într-un sanatoriu de boli mentale pe viață. Fratele ei a susținut-o și a ajutat-o să plece din Saxonia. Împăratul Franz Joseph al Austriei nu a recunoscut divorțul lor.
Împreună au avut șapte copii:
- Georg, Prinț Moștenitor al Saxoniei (1893–1943). După ce a devenit preot, a renunțat la drepturile sale succesorale în 28 august 1924.
- Friedrich Christian, Margraf de Meissen (1893–1968). Căsătorit cu Prințesa Elisabeta Elena de Thurn și Taxis (1903–1976) și au avut copii.
- Prințul Ernst Heinrich (1896–1971). Căsătorit prima dată cu Prințesa Sofia de Luxemburg (1902–1941), fiica lui William al IV-lea, Mare Duce de Luxemburg, în 1921 și a doua oară cu Virginia Dulon (1910–2002) în 1947 (morganatic). A avut copii cu Sofia.
- Prințesa Maria Alix Karola (n. și d. la 22 august 1898)
- Prințesa Margarete Karola (1900–1962). Căsătorită cu Prințul Friedrich de Hohenzollern (1891–1965).
- Prințesa Maria Alix Luitpolda (1901–1990). Căsătorită cu Franz Joseph, Prinț de Hohenzollern-Emden (1891–1964).
- Prințesa Ana Monica Pia (1903–1976). Căsătorită prima dată cu Arhiducele Joseph Franz de Austria (1895–1957) și a doua oară cu Reginald Kazanjian (1905–1990).

Fiii cei mari, Friedrich August Georg și Friedrich Christian, s-au născut în același an, 1893, însă nu au fost gemeni. Friedrich August Georg s-a născut în ianuarie, în timp ce Friedrich Christian s-a născut în decembrie.